# (1829) Dawson
(1829) Dawson ist ein Asteroid des Hauptgürtels, der am 6. Mai 1967 vom argentinischen Astronomen Carlos Ulrrico Cesco und seinem US-amerikanischen Kollegen Arnold R. Klemola am El Leoncito Observatory (IAU-Code 808) des Felix-Aguilar-Observatoriums in Argentinien entdeckt wurde.
Der Asteroid wurde nach dem argentinischen Astronomen Bernhard Hildebrandt Dawson (1890–1960) benannt, der von 1948 bis 1955 eine Professur an der Universität von San Juan innehatte und 1958 der erste Präsident der Asociación Argentina de Astronomía wurde.